# 町井祥真
町井 祥真 （まちい しょうま、1990年4月3日 - ）は、日本の俳優。福岡県出身。株式会社acali所属。

## 略歴・人物
2014年、CM「au X PERIA Z Ultra」で、本格的に俳優デビュー。
特技はボルダリングと殺陣。

## 出演

### テレビドラマ
- 花咲くあした（2014年1月5日、NHK BSプレミアム）
- 医龍4（2014年、フジテレビ）
- ブラック・プレジデント 第9話（2014年6月3日、関西テレビ） - 川村良彦 役
- 東京スカーレット〜警視庁NS係 第3話（2014年7月29日、TBS） - 松平貴 役
- 劇場霊からの招待状 第4話（2015年11月9日、毎日放送） - 堀内康介 役
- HiGH&LOW〜THE STORY OF S.W.O.R.D.〜（2015年、日本テレビ）
- 新・ミナミの帝王11（2016年1月17日、関西テレビ）
- 動物戦隊ジュウオウジャー 第3話（2016年2月28日、テレビ朝日） - カップル男 役[3]
- わたしを離さないで 第8話（2016年3月4日、TBS）
- 松本清張二夜連続ドラマSP「黒い樹海」（2016年3月13日、テレビ朝日）
- 仮面ライダーエグゼイド 第1 - 10・24 - 41話[4]（2016年 - 2017年、テレビ朝日） - グラファイト 役
- 越路吹雪物語（2018年、テレビ朝日） - 福本亮一 役
- 未解決の女 警視庁文書捜査官 第5話（2018年5月17日、テレビ朝日） - 中尾勲 役
- 特捜9 season3 第2話（2020年4月15日、テレビ朝日） - 加賀美涼平 役
- いいね！光源氏くん（2020年4月4日 - 5月23日 NHK総合） - ヒカル 役
  - いいね!光源氏くん し〜ずん2 第三絵巻（2021年6月21日、NHK総合） - ヒカル 役
- MIU404 最終話（2020年9月4日、TBS） - 若者2 役
- 七人の秘書 第2話（2020年10月29日、テレビ朝日） - 豊田賢治 役
- 最愛 第6話（2021年11月19日、TBS） - ラーメン屋店員 役
- 科捜研の女 season21 第6話（2021年11月25日、テレビ朝日） - 松野光雲 役
- 悪女（わる）働くのがカッコ悪いなんて誰が言った? 第2話（2022年4月20日、日本テレビ） - 尾形伴樹 役

### オリジナルビデオ
- 仮面ライダーエグゼイド トリロジー アナザー・エンディング PartII 仮面ライダーパラドクス with 仮面ライダーポッピー（2018年4月11日） - グラファイト 役

### ウェブ動画
- 淡路島「さあ!洲本で島活。」：ふるさと（2017年、360Channel - VR作品） - 兄・慶太 役[5]

### 映画
- 100回泣くこと（2012年）
- HiGH&LOW THE MOVIE（2016年）
- ホワイトリリー（2017年）
- 曇天に笑う（2018年）
- 東映ムビ×ステ『GOZEN - 純恋の剣 -』（2019年7月5日）

### 舞台
- 魔界転生（2018年、演出：堤幸彦）
- PSYCHO-PASS サイコパス VV（2019年、演出：本広克行）
- 里見八犬伝（2019年10月14日 - 12月8日、館山・千葉県南総文化ホール 大ホール / 東京・なかのZERO 大ホール / 大阪・梅田芸術劇場メインホール / 福岡・福岡サンパレス / 愛知・名古屋文理大学文化フォーラム / 東京凱旋・明治座） - 網乾左母二郎 役

### ラジオ
- サタデードラマハウス 美男子劇場 第14弾「海への祈り」（2015年、JFN）

### CM
- SONY「au X PERIA Z Ultra」（2014年）
- モスバーガー「とびきりハンバーグサンド 夫婦のとびきり」篇（2017年）
- 薬用ミューズMEN（2019年）

### ゲーム
- 仮面ライダーバトル ガンバライジング（2022年、アーケード） - ダークグラファイトバグスター 役[6]
- 仮面ライダーバトル ガンバレジェンズ（2023年、アーケード） - ダークグラファイトバグスター 役